# Minnie Baldock

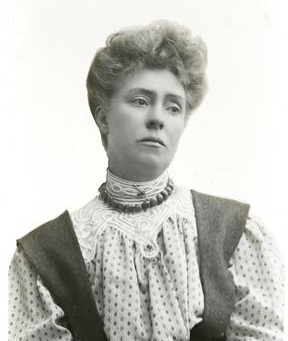
Minnie Baldock.

Minnie Baldock (c. 1864 — 1954) foi uma sufragista britânica. Juntamente com Annie Kenney, co-fundou a primeira filial em Londres da União Social e Política das Mulheres.
Baldock foi presa em 23 de outubro de 1906 (juntamente com Nellie Martel e Anne Cobden Sanderson) por conduta desordenada durante a abertura do Parlamento.